# Krystyna Żywulska

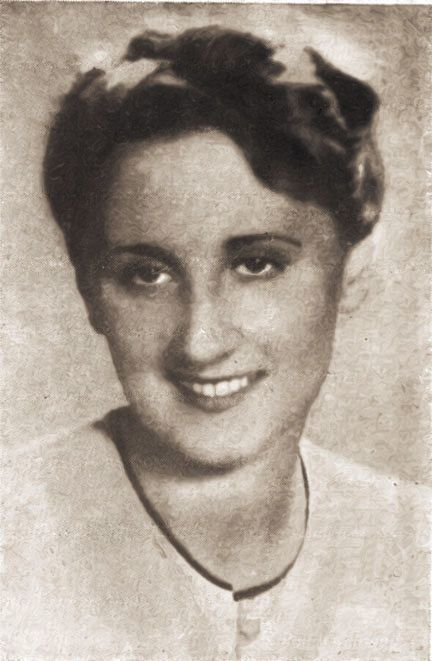
Krystyna Żywulska (1914—1992)

Krystyna Żywulska  (née le 1er septembre 1914 à Łódź, et morte le 1er aout 1992 à Düsseldorf) est une traductrice, écrivaine et compositrice polonaise d'origine juive, survivante de la Shoah.

## Biographie
Son nom de naissance est Sonia Landau, elle nait en 1914 ou 1918. Pendant la guerre, elle va d'abord à Lwów, puis au ghetto de Varsovie, d'où elle s'échappe avec sa mère en 1942, et fournit de faux papiers aux Juifs et aux résistants, se faisant passer pour chrétienne. En juin 1943, elle est arrêtée par les nazis. Après trois ans à la prison de Pawiak, elle est envoyée à Auschwitz. Elle survit et fuit lors d'une marche de la mort, en 1945. Après la guerre, elle vit d'abord à Łódź où elle travaille comme journaliste, puis à Varsovie où elle est journaliste, écrivaine et traductrice (du russe au polonais). En 1946, elle épouse Leon Andrzejewski, communiste, et a deux fils. Elle publie ses mémoires, J'ai survécu à Auschwitz, dans lesquelles elle se présente comme chrétienne. En 1963, elle publie un autre ouvrage autobiographique, Eau vide, où elle se présente comme juive. Elle écrit aussi des livres pour enfants, des pièces satiriques, et compose et écrit des chansons de cabaret. En 1968, elle émigre en Allemagne de l'Ouest, où elle commence la peinture et expose son travail, et en 1970, elle est exclue de l'Union des écrivains polonais. Dans les années 1969-1970, le Parti des travailleurs polonais au pouvoir contraint plusieurs écrivains juifs à quitter la Pologne, dans le cadre d'une campagne antisémite (même si la raison officielle est l'antisionisme). Elle est censurée en Pologne. En 1992, le musée d'Auschwitz publie à nouveau son premier livre. Après sa mort, le roman allemand Und die Liebe? frag ich sie la met en scène comme protagoniste ; il est publié en 1998 et écrit par Liane Dirks.